# Diastatea
- Commons
- Wikispecies

Diastatea é um gênero botânico pertencente à família Campanulaceae.